# Faína Ranévskaya
Faína Geórguiyevna Ranévskaya, (en ruso Фаина Георгиевна Раневская, seudónimo de Faína Guírshevna Feldman) (1896-1984) - actriz rusa y soviética de teatro y de cine.
Según las enciclopedias filmográficas y teatrales de Rusia, Gran Bretaña, EE. UU. y otros países, es una de las actrices cómicas más destacadas y más significativas del siglo XX, gracias a sus papeles y sus técnicas de interpretación de personajes. La enciclopedia británica "Who is who" considera a Ranévskaya una de 10 mejores actrices del siglo XX.

## Biografía
Nace en la ciudad de Taganrog (en la costa del mar de Azov, Imperio ruso) el 27 de agosto de 1896, en una familia judía adinerada. Asiste a las escuelas de teatro particulares, a lo que se opone su familia, razón, por la cual en 1915 se traslada a Moscú donde conoce a los intelectuales más destacados: Marina Tsvetáyeva, Ósip Mandelshtam, Vladímir Mayakovski, Anna Ajmátova, y muchos otros. 
Después de la Revolución de Octubre, cuando toda su familia se ve obligada a emigrar por el temor a represalias y para salvar la fortuna, Ranévskaya se queda en la Unión Soviética, se dedica a viajar por los teatros provinciales de las regiones de Moscú, Cáucaso, Arjánguelsk, etc. 
A principios de los años 20, regresa a Moscú y comienza a trabajar en los teatros moscovitas por períodos, entre los cuales sigue de viaje por los teatros de las provincias.
Interpretó papeles en las obras de Chéjov (la protagonista de su drama El jardín de los cerezos, Ranévskaya inspiró el seudónimo de la actriz), Dostoyevski, etc. Solo se conservan grabaciones de sus tres últimos montajes: Deja sitio para mañana, de Vina Delmar, La verdad es buena, pero la felicidad es mejor de Aleksandr Ostrovski y La desconcertante señora Savage de John Patrick.
En el cine no tuvo papeles principales, pero la aparición de su nombre en el afiche (aún en el papel más pequeño) le aseguraba el éxito a la película. 
En 1931, Ranévskaya actuó en el Teatro de Cámara de Aleksandr Taírov.
La película Pyshka marcó su debut como actriz de cine en 1934. Se trataba de una película en blanco y negro basada en la novela Boule de Suif, de Guy de Maupassant, en el papel de la protagonista Madame Loiseau. A su petición, esta película fue exhibida en cines franceses, donde se convirtió en un éxito.
Durante los años siguientes, Ranévskaya actuó en el Teatro Central del Ejército Rojo (1935-1939), el Teatro Mayakovski (1943-1949), el Teatro Pushkin (1955-1963) y finalmente el Mossovet (1949-1955 y 1963-1983), donde trabajó con Yuri Zavadski.
La actriz recibió el Premio Stalin en 1949 y 1951 por su labor artística. En 1961, fue nombrada asimismo Artista del Pueblo de la URSS.
Ranévskaya falleció el 19 de julio de 1984 en Moscú y fue enterrada en el cementerio Donskoe. En 1986, se situó una placa en su casa natal de Taganrog. El 16 de mayo de 2008, se le levantó un monumento en este mismo lugar.

Hasta la fecha es recordada y querida no solo por los amantes del teatro sino por la población en general tanto de Rusia como de los demás países ex soviéticos y por los que la conocieron a través de sus obras en Alemania, Bulgaria, Polonia, Austria, Gran Bretaña, etc.